# Nogentel
Nogentel és un municipi francès situat al departament de l'Aisne i a la regió dels Alts de França. L'any 2007 tenia 1.070 habitants.

## Demografia

### Població
El 2007 la població de fet de Nogentel era de 1.070 persones. Hi havia 425 famílies de les quals 85 eren unipersonals (32 homes vivint sols i 53 dones vivint soles), 162 parelles sense fills, 158 parelles amb fills i 20 famílies monoparentals amb fills.
La població ha evolucionat segons el següent gràfic:
Habitants censats

### Habitatges
El 2007 hi havia 453 habitatges, 428 eren l'habitatge principal de la família, 9 eren segones residències i 16 estaven desocupats. 422 eren cases i 30 eren apartaments. Dels 428 habitatges principals, 342 estaven ocupats pels seus propietaris, 75 estaven llogats i ocupats pels llogaters i 11 estaven cedits a títol gratuït; 1 tenia una cambra, 19 en tenien dues, 55 en tenien tres, 130 en tenien quatre i 222 en tenien cinc o més. 323 habitatges disposaven pel capbaix d'una plaça de pàrquing. A 204 habitatges hi havia un automòbil i a 193 n'hi havia dos o més.

### Piràmide de població
La piràmide de població per edats i sexe el 2009 era:
| Homes | Edats   | Dones |
| ----- | ------- | ----- |
| 0     | 95 o +  | 0     |
| 0     | 90 a 94 | 0     |
| 4     | 85 a 89 | 4     |
| 8     | 80 a 84 | 16    |
| 20    | 75 a 79 | 0     |
| 24    | 70 a 74 | 32    |
| 12    | 65 a 69 | 24    |
| 40    | 60 a 64 | 44    |
| 40    | 55 a 59 | 44    |
| 28    | 50 a 54 | 28    |
| 32    | 45 a 49 | 24    |
| 40    | 40 a 44 | 36    |
| 52    | 35 a 39 | 48    |
| 36    | 30 a 34 | 44    |
| 28    | 25 a 29 | 24    |
| 20    | 20 a 24 | 16    |
| 36    | 15 a 19 | 24    |
| 44    | 10 a 14 | 40    |
| 20    | 5 a 9   | 32    |
| 16    | 0 a 4   | 32    |

## Economia
El 2007 la població en edat de treballar era de 679 persones, 498 eren actives i 181 eren inactives. De les 498 persones actives 457 estaven ocupades (241 homes i 216 dones) i 40 estaven aturades (15 homes i 25 dones). De les 181 persones inactives 80 estaven jubilades, 46 estaven estudiant i 55 estaven classificades com a «altres inactius».

### Ingressos
El 2009 a Nogentel hi havia 420 unitats fiscals que integraven 1.032,5 persones, la mediana anual d'ingressos fiscals per persona era de 21.114 €.

### Activitats econòmiques
Dels 26 establiments que hi havia el 2007, 2 eren d'empreses alimentàries, 1 d'una empresa de fabricació d'altres productes industrials, 4 d'empreses de construcció, 3 d'empreses de comerç i reparació d'automòbils, 2 d'empreses de transport, 1 d'una empresa d'hostatgeria i restauració, 1 d'una empresa financera, 3 d'empreses immobiliàries, 6 d'empreses de serveis, 1 d'una entitat de l'administració pública i 2 d'empreses classificades com a «altres activitats de serveis».
Dels 6 establiments de servei als particulars que hi havia el 2009, 1 era un taller de reparació d'automòbils i de material agrícola, 1 paleta, 1 guixaire pintor, 1 fusteria, 1 lampisteria i 1 perruqueria.
L'únic establiment comercial que hi havia el 2009 era una fleca.
L'any 2000 a Nogentel hi havia 13 explotacions agrícoles que ocupaven un total de 568 hectàrees.

## Equipaments sanitaris i escolars
El 2009 hi havia una escola elemental.

## Poblacions més properes
El següent diagrama mostra les poblacions més properes.